# Muzeum Żydowskie we Wrocławiu
Muzeum Żydowskie we Wrocławiu (niem. Jüdisches Museum) – muzeum założone we Wrocławiu przez wrocławską gminę żydowską celem gromadzenia i prezentowania obiektów związanych z historią, kulturą i sztuką żydowskiej społeczności Śląska. Muzeum działało od 1928 do 1938 r.
Celem gromadzenia i prezentacji śląskich judaików wrocławska gmina żydowska doprowadziła do powstania w 1928 r. Verein Jüdisches Museum, które miało niewielką siedzibę przy ul. Strzegomskiej 3. Towarzystwem tym kierował Max Silberberg. Z powodów lokalowych początkowo organizowało ono tylko wystawy czasowe w pomieszczeniach innych instytucji. W 1929 r. urządziło wystawę „Żydzi w dziejach Śląska 1050–1850” we wrocławskim Śląskim Muzeum Rzemiosła Artystycznego i Starożytności. Na przełomie 1933/1934 placówkę przeniesiono do budynku Sierocińca Żydowskiego, przy ulicy Grabiszyńskiej 61–65, gdzie zajmowała ona część pomieszczeń, tworząc w nich m.in. stałą wystawę oraz posiadając sale wystaw czasowych. W okresie nazistowskim urządziło wystawę prezentującą dorobek żydowskich artystów, których prace zostały usunięte przez hitlerowców z innych muzeów Niemiec. Muzeum zamknęły władze III Rzeszy w listopadzie 1938 r., a jego zbiory zostały skonfiskowane przez Gestapo w następnym roku i w olbrzymiej większości zaginęły. Nieliczne eksponaty z tej kolekcji znajdują się w zbiorach Żydowskiego Instytutu Historycznego.